# Wassili Wassiljewitsch Kasin
Wassili Wassiljewitsch Kasin (russisch Василий Васильевич Казин; * 25. Julijul. / 6. August 1898greg. in Moskau; † 1. Oktober 1981 ebenda) war ein sowjetischer Schriftsteller.
Kasin war in den 1920er-Jahren Mitglied bei Proletkult und Kusniza und leitete kurze Zeit das Poetik-Ressort bei Krasnaja now. In den 1930er Jahren arbeitete er als Lektor beim Staatsverlag für Belletristik.